# Azathoth (Band)
Azathoth war eine von 2011 bis 2013 aktive Depressive-Black-Metal- und Funeral-Doom-Band.

## Geschichte
Der polnische Multiinstrumentalist Krzysiek „Azathoth“ Ponieważ, unter anderem von Cosmic Despair und Gurthang initiierte Azathoth circa 2011, als eines mehrerer Projekte. Mit Azathoth veröffentlichte er ein Demo sowie ein Album, bevor er das Soloprojekt erst in Azathoth of Madness umbenannte und nach weiteren Veröffentlichungen gänzlich auflöste. Das als Azathoth veröffentlichte Demoband Spirits of a Forgotten Forest… erschien über Depressive Illusions Records. Das Album Persephone’s Dream via Satanarsa Records. Beide Veröffentlichungen blieben kaum international beachtet. Chaim Drishner rezensierte Persephone’s Dream für Doom-Metal.com und beschrieb es als generisches Klischee-Werk, das Klänge „wie viele andere dort draußen“ aber „perfekt“ sei, „als das was es ist“ und seien solle. Die als Azathoth of Madness veröffentlichte Kompilation Monuments of Past sowie die EP Devouring the Silence wurden im Selbstverlag herausgegeben und blieben von der Musikpresse unbeachtet.

## Stil
Azathoth spielt der Banddatenbank des Webzines Doom-Metal.com folgend einen „ziemlich generisch“ präsentierten Funeral Doom, der sich auf „einem ausgetretenen Weg“ befinde und „alle erwarteten Merkmale des Funeral Doom zeigt“. Zugute käme jedoch, dass die Musik „absolut verzweifelt und düster“ sei. Chaim Drishner verweist in seiner, für das gleiche Webzine verfassten Besprechung des Debütalbums hinzukommend auf den Depressive Black Metal hin. Das Projekt strebe danach, „exakt innerhalb der Grenzen des Subgenres des melodischen, atmosphärischen Funeral Doom zu bleiben und dabei eine sehr einfache Herangehensweise an Doom (mit der Attitüde des Depressive Black Metal)“ zu bemühen. Dabei paare Ponieważ eine „Produktion in Schlafzimmerqualität und Instrumentierung auf Schlafzimmerebene.“ Die Atmosphäre sei „dunkel und erschütternd“, was „durch die vielen Pausen im Musikkörper unterstrichen“ sei. Der programmierte Rhythmus bleibe schlicht und langsam, während die Musik „in ein Meer von billig klingenden Keyboards getaucht“ würde. Der Gesang variiert zwischen Growling und Screaming. Während das Gitarrenspiel von Drishner als Rätselhaft benannt wird.

## Diskografie
Als Azathoth
- 2011: Spirits of a Forgotten Forest… (Demo, Depressive Illusions Records)
- 2012: Persephone’s Dream (Album, Satanarsa Records)

Als Azathoth of Madness
- 2013: Monuments of Past (Kompilation, Selbstverlag)
- 2013: Devouring the Silence (EP, Selbstverlag)